# Lallo Gori
Lallo Gori, il cui vero nome è Coriolano Gori, (Cervia, 7 marzo 1927 – Roma, 1º dicembre 1982), è stato un compositore italiano.

## Biografia
Iniziò come autore di canzoni, la più conosciuta delle quali è Uomo solo, scritta insieme a Leo Chiosso ed incisa nel 1959 da Arturo Testa e Gino Latilla, pianista nell'orchestra di Cinico Angelini negli anni cinquanta.
Ha composto le colonne sonore di 88 film. Tra di essi, molti erano del filone comico di Franco e Ciccio, altri del filone spaghetti western e della commedia erotica all'italiana.
Muore il 1º dicembre 1982 a 55 anni.

## Filmografia (parziale)

### Compositore
- Campioni di provincia, regia di Vincenzo Gamna – cortometraggio (1958)
- Un flauto in paradiso, regia di Vincenzo Gamna (1958)
- Noi duri, regia di Camillo Mastrocinque (1960)
- I Teddy boys della canzone, regia di Domenico Paolella (1960)
- I tre nemici, regia di Giorgio Simonelli (1962)
- Le massaggiatrici, regia di Lucio Fulci (1962)
- Superspettacoli nel mondo, regia di Roberto Bianchi Montero e José María Nunes (1962)
- Sexy proibito, regia di Osvaldo Civirani e Marcello Martinelli (1963)
- Sexy proibitissimo, regia di Marcello Martinelli (1963)
- Sexy che scotta, regia di Franco Macchi (1963)
- Tentazioni proibite, regia di Osvaldo Civirani (1963)
- Questo mondo proibito, regia di Fabrizio Gabella (1963)
- 2 mattacchioni al Moulin Rouge, regia di Giuseppe Vari (1964)
- Canzoni, bulli e pupe, regia di Carlo Infascelli (1964)
- Soldati e caporali, regia di Mario Amendola (1964)
- I ragazzi dell'Hully Gully, regia di Marcello Giannini (1964)
- Ercole contro i figli del sole, regia di Osvaldo Civirani (1964)
- Mondo balordo, regia di Roberto Bianchi Montero e Albert T. Viola (1964)
- Kindar l'invulnerabile, regia di Osvaldo Civirani (1965)
- 002 Operazione Luna, regia di Lucio Fulci (1965)
- La magnifica sfida, regia di Miguel Lluch (1965)
- Viaggio di nozze all'italiana, regia di Mario Amendola (1966)
- Le spie vengono dal semifreddo, regia di Mario Bava (1966)
- Come svaligiammo la Banca d'Italia, regia di Lucio Fulci
- Le colt cantarono la morte e fu... tempo di massacro, regia di Lucio Fulci (1966)
- Viaggio di nozze all'italiana, regia di Mario Amendola (1966)
- Due once di piombo (Il mio nome è Pecos), regia di Maurizio Lucidi (1966)
- Trappola per sette spie, regia di Mario Amendola (1966)
- Buckaroo (Il winchester che non perdona), regia di Adelchi Bianchi (1967)
- Gente d'onore, regia di Folco Lulli (1967)
- Con lui cavalca la morte, regia di Giuseppe Vari (1967)
- Se vuoi vivere... spara!, regia di Sergio Garrone (1967)
- Il bello, il brutto, il cretino, regia di Giovanni Grimaldi (1967)
- Assassino senza volto, regia di Angelo Dorigo (1968)
- Come rubammo la bomba atomica, regia di Lucio Fulci (1967)
- Il lungo, il corto, il gatto, regia di Lucio Fulci (1967)
- Trappola per sette spie, regia di Mario Amendola (1967)
- Un poker di pistole, regia di Giuseppe Vari (1967)
- Pecos è qui: prega e muori!, regia di Maurizio Lucidi (1967)
- Black Jack, regia di Gianfranco Baldanello (1968)
- Lucrezia, regia di Osvaldo Civirani (1968)
- Carogne si nasce, regia di Alfonso Brescia (1968)
- Brutti di notte, regia di Giovanni Grimaldi (1968)
- Execution, regia di Domenico Paolella (1968)
- I due crociati, regia di Giuseppe Orlandini (1968)
- Don Chisciotte e Sancio Panza, regia di Giovanni Grimaldi (1968)
- Vedove inconsolabili in cerca di... distrazioni, regia di Bruno Gaburro (1968)
- Uccidete Rommel, regia di Alfonso Brescia (1969)
- Passa Sartana... è l'ombra della tua morte, regia di Demofilo Fidani (1969)
- E continuavano a chiamarlo figlio di..., regia di Rafael Romero Marchent (1969)
- Yellow - Le cugine, regia di Gianfranco Baldanello (1969)
- L'amore, questo sconosciuto, regia di Massimo Pupillo (1969)
- Zorro il dominatore (La última aventura del Zorro), regia di José Luis Merino (1969)
- I due maggiolini più matti del mondo, regia di Giuseppe Orlandini (1970)
- Quel maledetto giorno d'inverno... Django e Sartana... all'ultimo sangue!, regia di Demofilo Fidani (1970)
- Arrivano Django e Sartana... è la fine, regia di Demofilo Fidani e Diego Spataro (1970)
- Inginocchiati straniero... I cadaveri non fanno ombra!, regia di Demofilo Fidani (1970)
- Giù le mani... carogna! (Django Story), regia di Demofilo Fidani (1971)
- Era Sam Wallash!... Lo chiamavano... E così sia!, regia di Demofilo Fidani (1971)
- Riuscirà l'avvocato Franco Benenato a sconfiggere il suo acerrimo nemico il pretore Ciccio De Ingras?, regia di Mino Guerrini (1971)
- Per una bara piena di dollari, regia di Demofilo Fidani (1971)
- Giù la testa... hombre!, regia di Demofilo Fidani (1971)
- Arriva Durango... paga o muori, regia di Roberto Bianchi Montero (1971)
- Quante volte... quella notte, regia di Mario Bava (1971)
- Il re della mala, regia di Junger Roland (1973)
- Continuavano a chiamarli... er più e er meno, regia di Giuseppe Orlandini (1972)
- Le calde notti del Decameron, regia di Gian Paolo Callegari (1972)
- La morte scende leggera, regia di Leopoldo Savona (1972)
- Le amorose notti di Alì Babà, regia di Luigi Latini De Marchi (1973)
- Il re della mala, regia di Junger Roland (1973)
- Tequila! (Uno, dos, tres... dispara otra vez), regia di Tulio Demicheli (1973)
- La legge della Camorra, regia di Demofilo Fidani (1973)
- Il colonnello Buttiglione diventa generale, regia di Mino Guerrini (1974)
- Il bacio di una morta, regia di Carlo Infascelli (1974)
- ...a tutte le auto della polizia..., regia di Mario Caiano (1975)
- Buttiglione diventa capo del servizio segreto, regia di Mino Guerrini (1975)
- I violenti di Roma bene, regia di Sergio Grieco e Massimo Felisatti (1976)
- La professoressa di lingue, regia di Demofilo Fidani (1976)
- Calde labbra, regia di Demofilo Fidani (1976)
- La lupa mannara, regia di Rino Di Silvestro (1976)
- Bestialità, regia di Peter Skerl (1976)
- Italia: ultimo atto?, regia di Massimo Pirri (1977)
- La malavita attacca... la polizia risponde!, regia di Mario Caiano (1977)
- Ritornano quelli della calibro 38, regia di Giuseppe Vari (1977)
- Il commissario di ferro, regia di Stelvio Massi (1978)
- A chi tocca, tocca...! (Agenten kennen keine Tränen), regia di Gianfranco Baldanello e Menahem Golan (1978)
- Dolly il sesso biondo, regia di Luigi Russo (1979)
- Baby Love, regia di Rino Di Silvestro (1979)

## Programmi radio Rai
- Lallo Gori e il suo complesso dall'Amedeo's Bar di Torino, 18 settembre 1950.